# 杜大伟 (1954年)
杜大伟（英語：David Dollar, 1954年11月21日—2023年10月8日）是一位美国经济学家和汉学家。专注于研究中国经济改革和中美经济关系。中文名叫杜大伟。

## 生平
1954年出生于圣路易斯 (密苏里州)，1975年获得达特茅斯学院中国历史和语言学士学位，1984年获得纽约大学经济学博士学位，之后进入加利福尼亚大学洛杉矶分校担任经济系助教。2004年担任世界银行中国和蒙古局局长，2009年担任美国财政部驻中国经济金融特使。2013年返回美国进入布鲁金斯学会中国中心担任研究员。
2023年10月6日去世，享年68岁。

## 著作
- 与姚洋合著《中国2049：走向世界经济强国》，北京大学出版社，2020年7月，ISBN 9787301278123
- 与黄益平合著《数字金融革命》，北京大学出版社，2023年1月，ISBN 9787301331408